# Добжани
Добжани (пол. Dobrzany, нім. Jakobshagen) — місто в північно-західній Польщі, на річці Пензинка.
На 31 березня 2014 року, у місті було 2 375 жителів .

## Демографія
Демографічна структура станом на 31 березня 2011 року:
|          | Загалом | Допрацездатний вік | Працездатний вік | Постпрацездатний вік |
| -------- | ------- | ------------------ | ---------------- | -------------------- |
| Чоловіки | 1227    | 233                | 895              | 99                   |
| Жінки    | 1186    | 192                | 751              | 243                  |
| Разом    | 2413    | 425                | 1646             | 342                  |